# Ambroise Dubois

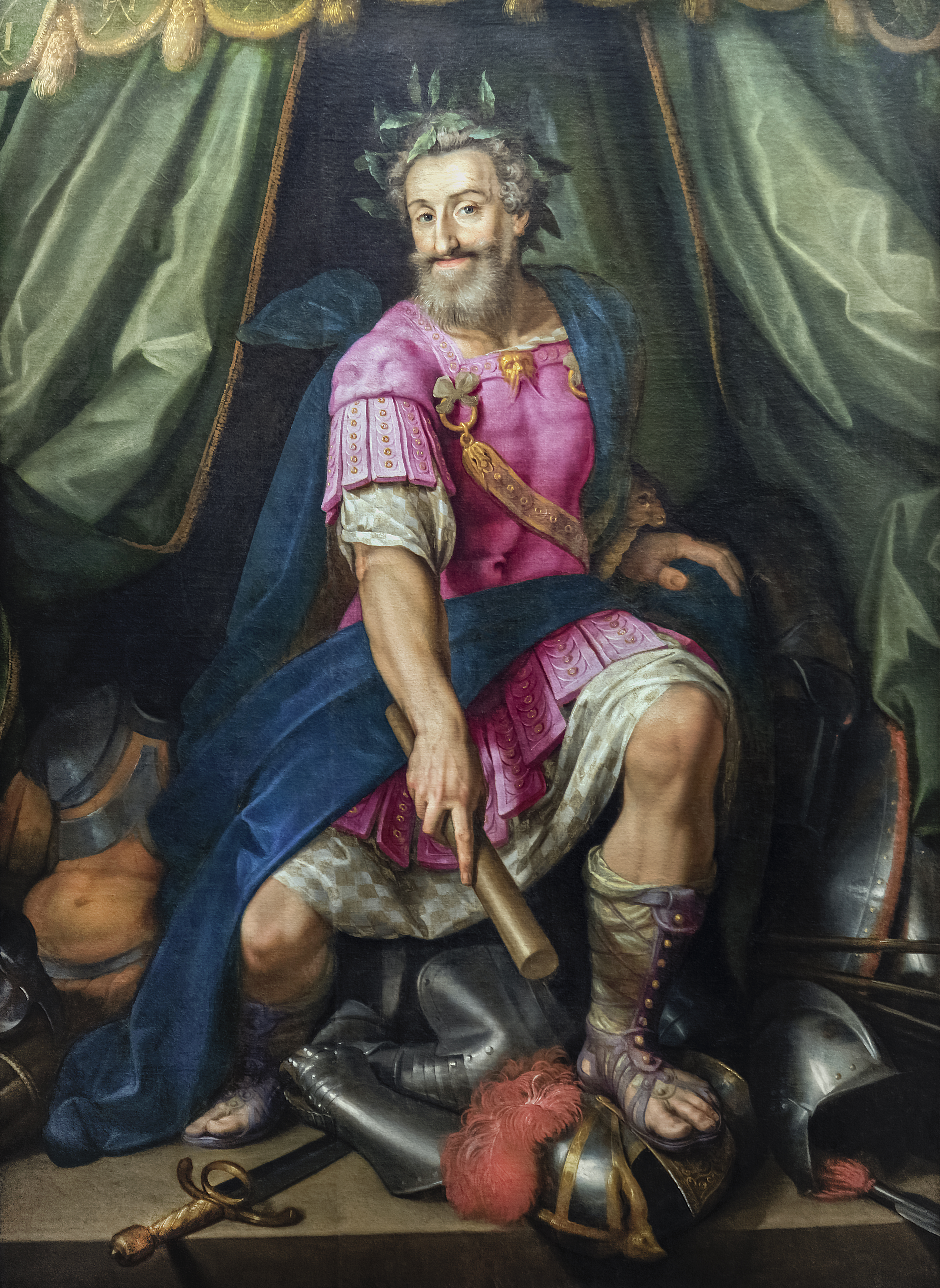
Enrique IV como Marte. Óleo de autoría controvertida, se identifica con el que, en el palacio de Fontainebleau, presidía la galería de la reina, llamada "de Diana", junto con otro retrato alegórico de María de Médicis, ambos sobre sendas chimeneas, realizados a partir de 1601. Representa al dios Marte en su faceta de pacificador, pisando los despojos de sus enemigos. Compárese con El dios Marte de Velázaquez.

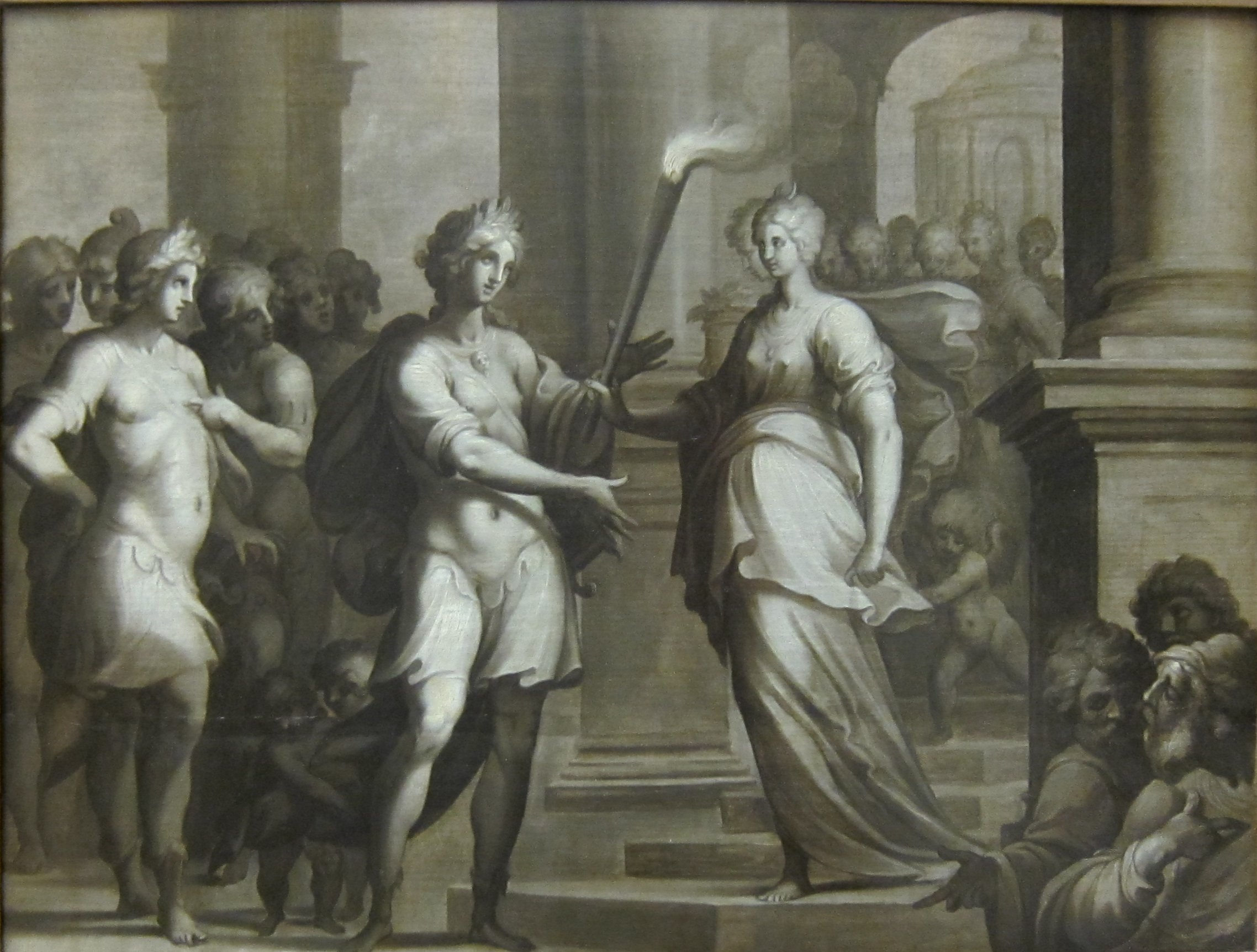
Teageno recibe la llama de manos de Cariclea, grisalla sobre papel.

Ambroise Dubois (Amberes, 1543 - Fontainebleau, 1615) fue un pintor de origen flamenco asentado en Francia, de la denominada segunda escuela de Fontainebleau. No se ha establecido la fecha de su llegada a la corte francesa, aunque André Félibien la fija en torno a 1568 y otros la posponen hasta cerca de 1585. Sí hay certeza de que sucedió a Toussaint Dubreuil como pintor de corte del rey Enrique IV de Francia.
Se formó en los cánones del Manierismo, tanto el de tradición italiana como el de tradición flamenca. Las composiciones de su primera época recuerdan el manierismo de Primaticcio, por sus formas alargadas y las características compositivas decorativas y lineales. El elemento más original de su estilo es la tendencia anticipadora de los ambientes nocturnos del siglo siguiente en Flandes, conjugada con un preciosismo formal.
Su obra de mayor empeño, la decoración de la galería de Diana en el palacio de Fontainebleau, se destruyó en el siglo XIX, y sólo se conoce por copias y descripciones. En el mismo edificio sí que se han conservado otras obras, como el ciclo de La historia de Clorinda (inspirado en el poema de Torquato Tasso), el salón de Luis XIII, decorado con estucos y pinturas que representan escenas de Los amores de Teageno y Cariclea de Heliodoro, además de una serie de retratos alegóricos: el de María de Médici como Minerva, el de Ana de Austria como la Felicidad, el de Gabrielle d'Estrées como Diana, o la alegoría de las bodas de Enrique IV y María de Médici. También se conservan un notable conjunto de dibujos (en la Pierpont Morgan Library de Nueva York, el Museo del Louvre de París, el Musée des Beaux-Arts de Rouen, y el Albertina de Viena).
Su hijo, Jean Dubois el Viejo (Fontainebleau, 1604-Fontainebleau, 1676), también pintó para la corte francesa, decorando la capilla de la Trinidad del mismo palacio de Fontainebleau. Hijos de éste fueron Jean Dubois el Joven (1645-1694) y Louis Dubois (1646 - 1702).